# Vinkeveld
De Vinkeveldsepolder of Vinkeveld is een polder en een voormalig waterschap in de Nederlandse provincie Zuid-Holland, in de gemeente Noordwijk.
Het waterschap was verantwoordelijk voor de waterhuishouding in het gebied.